# Italia en la Copa Mundial de Rugby de 2023
La Selección de rugby de Italia fue uno de los 20 participantes de la Copa Mundial de Rugby de 2023 que se realizó en Francia.
Fue la decima participación de los Azzurri en la Copa Mundial de Rugby.

## Plantel
El 22 de agosto de 2023, Kieran Crowley anunció los 33 jugadores para el equipo de la Copa Mundial de Rugby de 2023.
| Nombre              | Posición       | Fecha de nacimiento     | Encuentros | Club             |
| ------------------- | -------------- | ----------------------- | ---------- | ---------------- |
| Luca Bigi           | hooker         | 19 de abril de 1991     | 48         | Zebre Rugby      |
| Hame Faiva          | hooker         | 9 de mayo de 1994       | 7          | Sin equipo       |
| Giacomo Nicotera    | hooker         | 15 de julio de 1996     | 15         | Benetton Rugby   |
| Pietro Ceccarelli   | pilar          | 16 de febrero de 1992   | 29         | Perpignan        |
| Simone Ferrari      | pilar          | 28 de marzo de 1994     | 47         | Benetton Rugby   |
| Danilo Fischetti    | pilar          | 26 de enero de 1998     | 33         | Zebre Rugby      |
| Ivan Nemer          | pilar          | 22 de abril de 1998     | 13         | Benetton Rugby   |
| Marco Riccioni      | pilar          | 19 de octubre de 1997   | 22         | Saracens         |
| Federico Zani       | pilar          | 9 de abril de 1989      | 23         | Benetton Rugby   |
| Niccolò Cannone     | segunda línea  | 17 de mayo de 1998      | 33         | Benetton Rugby   |
| Dino Lamb           | segunda línea  | 18 de abril de 1998     | 3          | Harlequins       |
| Federico Ruzza      | segunda línea  | 4 de agosto de 1994     | 45         | Benetton Rugby   |
| Dave Sisi           | segunda línea  | 5 de febrero de 1993    | 28         | Zebre Rugby      |
| Lorenzo Cannone     | ala            | 28 de enero de 2001     | 12         | Benetton Rugby   |
| Toa Halafihi        | ala            | 27 de noviembre de 1993 | 11         | Benetton Rugby   |
| Michele Lamaro (c.) | ala            | 3 de junio de 1998      | 29         | Benetton Rugby   |
| Sebastian Negri     | ala            | 30 de junio de 1994     | 48         | Benetton Rugby   |
| Giovanni Pettinelli | ala            | 13 de marzo de 1996     | 14         | Benetton Rugby   |
| Manuel Zuliani      | ala            | 26 de abril de 2000     | 13         | Benetton Rugby   |
| Alessandro Fusco    | medio scrum    | 28 de octubre de 1999   | 15         | Zebre Rugby      |
| Alessandro Garbisi  | medio scrum    | 11 de abril de 2002     | 6          | Benetton Rugby   |
| Martin Page-Relo    | medio scrum    | 6 de enero de 1999      | 2          | Lyon Olympique   |
| Stephen Varney      | medio scrum    | 16 de mayo de 2001      | 21         | Gloucester Rugby |
| Tommaso Allan       | medio apertura | 26 de abril de 1993     | 75         | Perpignan        |
| Giacomo Da Re       | medio apertura | 29 de marzo de 1999     | 2          | Benetton Rugby   |
| Paolo Garbisi       | medio apertura | 26 de abril de 2000     | 27         | Montpellier      |
| Ignacio Brex        | centro         | 26 de mayo de 1992      | 26         | Benetton Rugby   |
| Luca Morisi         | centro         | 22 de febrero de 1991   | 47         | Sin equipo       |
| Pierre Bruno        | wing           | 28 de junio de 1996     | 13         | Zebre Rugby      |
| Monty Ioane         | Wing           | 30 de octubre de 1994   | 21         | Lyon Olympique   |
| Paolo Odogwu        | Wing           | 18 de junio de 1997     | 21         | Benetton Rugby   |
| Ange Capuozzo       | zaguero        | 30 de abril de 1999     | 12         | Stade Toulousain |
| Lorenzo Pani        | zaguero        | 4 de julio de 2002      | 3          | Zebre Rugby      |

## Partidos de preparación
| 29 de julio de 2023 | Escocia | 25 - 13 | Italia |  |  |

| 5 de agosto de 2023 | Irlanda | 33 - 17 | Italia |  |  |

| 19 de agosto de 2023 | Italia | 57 - 7 | Rumania |  |  |

| 26 de agosto de 2023 | Italia | 42 - 21 | Japón |  |  |

## Participación

### Grupo A
| Posición | Selección     | Partidos | Partidos | Partidos  | Partidos | Tries a favor | Tantos  | Tantos    | Tantos     | Puntos extra | Puntos |
| Posición | Selección     | jugados  | ganados  | empatados | perdidos | Tries a favor | a favor | en contra | diferencia | Puntos extra | Puntos |
| -------- | ------------- | -------- | -------- | --------- | -------- | ------------- | ------- | --------- | ---------- | ------------ | ------ |
| 1.       | Francia       | 4        | 4        | 0         | 0        | 27            | 210     | 32        | +178       | 2            | 18     |
| 2.       | Nueva Zelanda | 4        | 3        | 0         | 1        | 38            | 253     | 47        | +206       | 3            | 15     |
| 3.       | Italia        | 4        | 2        | 0         | 2        | 13            | 114     | 181       | -67        | 2            | 10     |
| 4.       | Uruguay       | 4        | 1        | 0         | 3        | 9             | 65      | 164       | -99        | 1            | 5      |
| 5.       | Namibia       | 4        | 0        | 0         | 4        | 3             | 37      | 255       | -218       | 0            | 0      |

#### Partidos
| 9 de septiembre de 2023 | Italia | 52 – 8 | Namibia | Stade Geoffroy Guichard, Saint-Étienne |  |

| 20 de septiembre de 2023 | Italia | 38 – 17 | Uruguay | Estadio de Niza, Niza |  |

| 29 de septiembre de 2023 | Nueva Zelanda | 96 – 17 | Italia | Parc OL, Lyon |  |

| 6 de octubre de 2023 | Francia | 60 – 7 | Italia | Parc OL, Lyon |  |